# Bosknotswesp
De bosknotswesp (Sapyga similis) is een vliesvleugelig insect uit de familie van de knotswespen (Sapygidae). De wetenschappelijke naam van de soort is voor het eerst geldig gepubliceerd in 1793 door Fabricius.